# Pedro Estevan
Pedro Estevan (n. Sax, de Alicante, 9 de diciembre de 1951) es un percusionista y compositor español.

## Biografía
Estudió primero guitarra y después percusión en el Conservatorio Superior de Música de Madrid con Martín Porrás, especializándose en música contemporánea. Amplió sus estudios con Silvio Gualda, Doudou Ndiaye y Glen Vélez. Fue miembro fundador del Grupo de Percusión de Madrid, de Elenfante, y de Orquesta de las Nubes, estos últimos junto a Suso Saiz. Ha colaborado asiduamente en las orquestas de Radio Televisión Española, con la Nacional, con la Gulbenkian de Lisboa, con la Orquesta del siglo XVIII y con grupos instrumentales como Glotis y Koan. También ha participado coordinando algunos montajes musicales de varias compañías teatrales como la de Nuria Espert o la del Centro Dramático Nacional. Como compositor ha escrito obras junto con otros autores (M. Herrero, S. Sáiz, G. Vélez y M. Villa) centradas en creaciones basadas en guitarras eléctricas, sintetizadores, voces y percusión. Entre ellas cabe destacar Combustión interna, I Forgot the Shirts, Meciendo el engaño, Música esporádica, El reflejo de un soplo o Me paro cuando suena. En solitario ha compuesto obras como Slok, para vibráfono y clarinete, Lluvia de Perseidas, Para engañar a la muerte, Kit para romper tiempos pequeños y Carolan's Cup. Como percusionista ha formado parte del LIM (Laboratorio de Interpretación Musical), del Grupo Círculo y del SEMA (Seminario de Estudios de Música Antigua). Desde 1986 trabaja habitualmente con Jordi Savall formando parte de Hespèrion XXI, La Capella Reial de Catalunya y Le Concert des Nations. Es profesor de percusión histórica en la ESMUC.
En el 2014 dirigió el himno de fiestas de los Moros y Cristianos de Alcoy. Guarda relación con una de las bandas de esta ciudad La Primitiva, que le une por lazos familiares.

## Discografía (selección)
- Música Esporádica. Glen Vélez, Pedro Estevan, Layne Redmond, Suso Sáiz, Maria Villa, Miguel Herrero. NO-CD, 1985.
- Nuova Musica per l'Europa. Grupo Círculo. Fonit Cetra CDC51, 1989.
- Orquesta de las Nubes 1981.1993. Gasa 9G0503, 1993.
- Nocturnos y alevosías. Pedro Estevan, Begoña Olavide, María Villa, Juan Carlos de Mulder, Nuria Llopis. Sonifolk. 1993.
- Luz y Norte. The Harp Consort, Andrew Lawrence-King. Deutsche Harmonia mundi, 1995.
- La Lira d'Esperia. Jordi Savall, Pedro Estevan. Astree Auvidis E8547, 1996.
- El aroma del tiempo. Pedro Estevan, M. Ambrosini, J. Andrade, D. Psonis, A. Savall, S. Vidal. Glossa GDC 921002, 1999.
- Istanbul, Dimitrie Cantemir. Hespèrion XXI, Alia Vox AVSA9870, 2009.
- El Nuevo Mundo. Folías Criollas. Montserrat Figueras, Tembembe Ensamble Continuo, La Capella Reial de Catalunya, Hespèrion XXI, Jordi Savall. Alia Vox AVSA 9876, 2010.
- Las idas y las vueltas. Accademia del Piaccere, Fahmi Alqhai, Arcángel. Alqhai&Alqhai 1004, 2012.